# Wilier Triestina

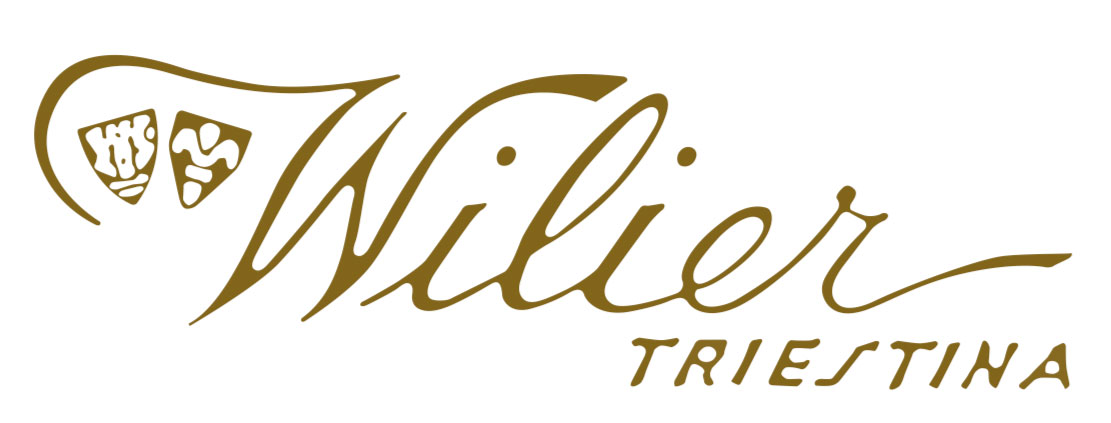
Il logo storico

La Wilier Triestina è un'azienda italiana produttrice di biciclette fondata nel 1906 a Bassano del Grappa (VI) da Pietro Dal Molin.

## Descrizione
Inizialmente il nome dell'azienda era semplicemente Wilier, acronimo di W l'Italia LIbera e Redenta. In seguito, nell'autunno 1945, furono ancora forti sentimenti popolari nei confronti della martoriata città di Trieste a far aggiungere alla denominazione l'aggettivo Triestina.
Dopo la Seconda guerra mondiale il figlio del fondatore Pietro, Mario, rilevò l'azienda guidandola nel mondo delle competizioni agonistiche, formando una propria squadra professionistica che partecipò al Giro d'Italia nelle edizioni dal 1946 al 1951. A fine degli anni quaranta venne ingaggiato un giovane corridore, Fiorenzo Magni, che si impose come terzo uomo nel dualismo Coppi-Bartali vincendo il Giro d'Italia 1948. Nel 1950 Ferdi Kübler si impose nel Tour de France.
Tuttavia, nonostante i successi sportivi, l'azienda entrò in crisi a causa dell'imporsi dei mezzi motorizzati di trasporto e nel 1952 fu costretta a chiudere i battenti. Solo nel 1969 l'azienda riprese la produzione grazie all'intervento dei fratelli Gastaldello di Rossano Veneto, sempre in provincia di Vicenza nei pressi di Bassano, che ne rilevarono il marchio.
Negli anni settanta la casa tornò in auge anche nel ciclismo professionistico, imponendosi come uno dei migliori marchi di biciclette italiani. Venne ripreso il tipico color ramato delle Wilier di un tempo con il suo particolare processo di cromatura, divenuto simbolo della casa veneta.
L'azienda produce telai in fibra di carbonio monoscocca, di alluminio e ha ripreso a produrre telai in acciaio, con il modello Superleggera ispirata ai classici del passato. Questi telai vengono impiegati per l'assemblaggio di bici da corsa, mountain-bike, single speed, city bike ed e-bike.
Wilier Triestina è stata ed è tuttora sponsor tecnico di team professionistici impegnati nei maggiori circuiti mondiali, professionali e continentali, e di team amatoriali impegnati nelle categorie minori.

### Numeri
Nella stagione 2013 Wilier Triestina ha prodotto più di 28.000 bici, circa 18.000 esemplari in più rispetto al 2004.
L'azienda di Rossano Veneto esporta l'80% della sua produzione mentre al mercato italiano va il restante 20%.
Wilier Triestina è presente in tutti i paesi dell'Europa, Stati Uniti, Canada, Paesi dell'America Centrale, Australia, Nuova Zelanda, Brasile, Cina, Giappone, Paesi dell'Estremo Oriente, Russia, Kazakistan, Sudafrica, Emirati Arabi e altri paesi minori.
La produzione totale è così suddivisa: il 75% sono biciclette da corsa mentre la restante parte sono MTB e Weekend line.

## Sviluppo tecnologico della bici da corsa in carbonio
- 2001

Karbon K2: il primo telaio in carbonio monoscocca prodotto.
- 2004

Imperiale: primo tubo sterzo conico con serie sterzo integrata. Cominciano ad essere applicati i concetti derivanti dallo studio sulla rigidità della zona sterzo. Viene introdotta la forcella parzialmente integrata.
- 2005

Le Roi: primo telaio in carbonio "tube to tube" o fasciato, per avere un telaio più leggero senza comprometterne la rigidità
- 2006/2007

Cento: la bici del centenario. Cominciano ad essere applicati i concetti derivanti dallo studio sulla rigidità della scatola movimento centrale. Viene introdotta una scatola movimento centrale maggiorata. Utilizzo del "triancolo posteriore" in carbonio monoscocca a pezzo unico.
- 2008/2009

Cento1: movimento centrale totalmente integrato nella scatola, ulteriormente maggiorata. Introduzione del reggisella integrato. Il carro posteriore diventa asimmetrico per una maggiore efficienza. Iniziano ad essere usati materiali ancor più leggeri e resistenti come il carbonio 46TON.
- 2010

Cento1SL: inizia ad essere usata la fibra di carbonio 60TON.
- 2011

TwinBlade: introduzione della forcella a doppia lama che garantisce rigidità nella zona sterzo senza sacrificarne l'aerodinamica.
- 2012

Zero.7: sviluppo del sistema movimento centrale BB386, definito il più rigido al mondo dall'istituto di ricerca tedesco Zedler. Introduzione della fibra di carbonio SEI Film, la più leggera utilizzata da Wilier Triestina.
- 2013

Cento1SR: sviluppo del modello Cento1 in termini di integrazione (uso della forcella totalmente integrata, reggisella integrato, forcellino integrato, piastina passa cavi integrata), di leggerezza (uso del carbonio 60TON) aerodinamica (uso di tubazioni con profili a coda tronca) e reattività (uso della scatola BB386, massiccio carro posteriore asimmetrico, forcella integrata).
- 2014

Cento1AIR: sviluppo del modello Cento1 in termini di aerodinamica (uso di tubazioni più sottili con profili a coda tronca, carro posteriore arrotondato, steli forcella molto fini) e reattività (uso della scatola BB386, forcella integrata).

## Team sponsorizzati
- 1946-1951: Wilier Triestina
- 1979: Mecap-Hoonved
- 1981-1982: Selle San Marco
- 1983: Mareno-Wilier Triestina
- 1984: Supermercati Brianzoli-Essebi
- 1995: Brescialat-Fago
- 1996: San Marco Group-Fago
- 1997: Mercatone Uno-Wega
- 1998: Brescialat-Liquigas
- 1999-2001: Liquigas
- 2002: Mercatone Uno

- 2003-2004: Gerolsteiner, Lampre
- 2005-2006: Cofidis
- 2006-2012: Lampre
- 2013-2014: OCBC Singapore
- 2013-2015: Team Colombia
- 2014-2016: UnitedHealthcare
- 2014-2018: MG.K Vis-Trevigiani
- 2016-2018: Wilier Triestina-Selle Italia
- 2018-2021: Direct Énergie
- 2020-2024: Astana Pro Team
- 2024-: Groupama-FDJ

## Palmarès
Le vittorie dei professionisti su Wilier Triestina nelle grandi corse.
- 1946

Giordano Cottur - 1ª tappa Giro d'Italia
Antonio Bevilacqua - 2ª tappa Giro d'Italia
Antonio Bevilacqua - 4ª tappa Giro d'Italia
- 1947

Giordano Cottur - 7ª tappa Giro d'Italia
- 1948

Giordano Cottur - 1ª tappa Giro d'Italia
Luciano Maggini - 3ª tappa Giro d'Italia
Fiorenzo Magni - 19ª tappa Giro d'Italia
Fiorenzo Magni - Classifica generale Giro d'Italia
- 1949

Luciano Maggini - 15ª tappa Giro d'Italia
- 1950

Fiorenzo Magni - Giro delle Fiandre
Antonio Bevilacqua - 4ª tappa Giro d'Italia
Antonio Bevilacqua - 12ª tappa Giro d'Italia
Fiorenzo Magni - 16ª tappa Giro d'Italia
Fiorenzo Magni - 8ª tappa Tour de France
Antonio Bevilacqua in coppia con Fiorenzo Magni - Trofeo Baracchi
- 1979

Mario Beccia - 1ª tappa Giro d'Italia
Dino Porrini - 13ª tappa Giro d'Italia
- 1995

Filippo Casagrande - 5ª tappa Giro d'Italia
Mariano Piccoli - 15ª tappa Giro d'Italia
- 1997

Marco Pantani - 13ª tappa Tour de France
Marco Pantani - 15ª tappa Tour de France
Mario Traversoni - 19ª tappa Tour de France
- 1998

Mariano Piccoli - 1ª tappa Giro d'Italia
- 2000

Cristian Moreni - 2ª tappa Giro d'Italia
Serhij Hončar -Mondiali cronometro
- 2001

Ellis Rastelli - 1ª tappa Giro d'Italia
Denis Zanette - 10ª tappa Giro d'Italia
- 2005

David Moncoutié - 12ª tappa Tour de France
- 2006

Rik Verbrugghe - 7ª tappa Giro d'Italia
Jimmy Casper - 1ª tappa Tour de France
Damiano Cunego - Maglia bianca (miglior giovane) Tour de France
- 2007

Alessandro Ballan - Giro delle Fiandre
Marzio Bruseghin - 13ª tappa Giro d'Italia
Danilo Napolitano - 9ª tappa Giro d'Italia
Daniele Bennati - 17ª tappa Tour de France
Daniele Bennati - 20ª tappa Tour de France
Damiano Cunego - Giro di Lombardia
- 2008

Danilo Napolitano - 10ª tappa Giro d'Italia
Alessandro Ballan - Campionati del mondo 2008
Damiano Cunego - Giro di Lombardia
- 2010

Alessandro Petacchi - 1ª tappa Tour de France
Alessandro Petacchi - 4ª tappa Tour de France
Alessandro Petacchi - Maglia verde (classifica a punti) Tour de France
- 2011

Alessandro Petacchi - 2ª tappa Giro d'Italia
Diego Ulissi - 17ª tappa Giro d'Italia
Michele Scarponi - Classifica generale Giro d'Italia
- 2020

Aleksej Lucenko 6ª tappa Tour de France
Miguel Ángel López 17ª tappa Tour de France
- 2023

Mark Cavendish - 21ª tappa Giro d'Italia
- 2024

Mark Cavendish 5ª tappa Tour de France